# Caetano Veloso (1971년 음반)
| 전문가 평가 | 전문가 평가 |
| 평가 점수   | 평가 점수   |
| 출처        | 점수        |
| ----------- | ----------- |
| Allmusic    | 5/별        |

《Caetano Veloso》는 1971년 필립스 레코드가 발매한 브라질의 음악가 카에타누 벨로주의 세 번째 셀프 타이틀 음반이다. 이 음반은 영국에서 녹음되었는데, 그 당시 벨로주가 전복되었다는 이유로 브라질 정부에 의해 강요된 망명 중에 있었다. 이 곡은 대부분 영어로 불리며, 향수병에 대한 그의 감정과 가족과 친구들의 부재를 반영하여 내내 슬픈 음색을 묘사한다. 이 음반은 1971년 유럽에서 처음 발매되었고, 그 후 브라질에서 발매되었다.

## 배경
1969년~1971년 사이에 벨로주는 브라질 군사 독재 정권이 그에게 강요한 유배지의 결과로 런던 중심가인 첼시에서 살았다. 이 음악가는 동료이자 친구인 지우베르투 지우, 각각의 아내, 그리고 매니저와 함께 가정을 꾸렸다. 후자는 유럽에 먼저 도착했고 그들이 머물 곳을 찾는 임무를 맡았다. 리스본과 마드리드는 당시 포르투갈과 스페인이 지배했던 독재정권 때문에 곧 거절당했다. 길에 따르면, 프랑스의 수도인 파리도 음악계가 지루하다고 여겨졌기 때문에 제외되었다고 한다. 그들에게 런던은 음악가가 살기에 가장 좋은 도시로 여겨졌다.
벨로주는 망명 첫 해를 우울하고 향수병에 시달리며 보냈지만, 그와 지우는 롤링 스톤스 쇼를 보고 동료 음악가들과 잼을 주고 레게와 첫 접촉을 하며 지역 음악계에 적극적으로 참여했다.
어느 날, 카에타누는 필립스 레코드 (벨로주의 브라질 전 레이블)를 막 떠난 현지 프로듀서 랄프 메이스로부터 연락이 와서 영어로 음반을 녹음할 수 있다는 제의를 받았다. 곧, 메이스의 미국인 동료인 루 라이즈너가 프로젝트에 참여했지만, 일부 의견 불일치로 인해 프로젝트가 거의 완성 단계에 이르렀다. 그럼에도 불구하고, 그는 여전히 이 음반의 공동 프로듀서로 인정받았다.

## 녹음
이 음반은 1970년에 녹음되었다. 벨로주가 그의 음반들 중 하나에서 어쿠스틱 기타를 연주한 것은 이번이 처음이다. 벨로주는 나중에 "만약 내가 체포되어 추방되지 않았다면, 음반에서 어쿠스틱 기타를 연주하지 않았을 것이다."라고 말했다. 벨로주는 길이 메이스에게 〈London, London〉이라는 곡을 보여준 후 기타를 연주할 것을 제안했지만, 메이스는 다른 사람이 악기를 연주하는 것이 노래를 "매력"을 잃게 할 것이라고 생각했다. 벨로주는 기타 연주에 자신이 없었지만, 메이스와 라이즈너는 그의 약점이 "노래의 차름"의 일부라고 그를 설득했다.
노래 〈Maria Bethânia〉는 그의 동명의 여동생에게 바쳐진 곡으로, 가사는 그녀에게 브라질에서 온 소식을 전해달라고 부탁한다.  이 구절을 통해 벨로주는 "더 나은"이라는 단어를 여동생의 두 번째 이름으로 바꾼다. 악기 부분은 벨로주가 비틀즈와 함께 〈Eleanor Rigby〉를 녹음한 현악 사중주와 함께 즉흥적으로 연주했다.

## 곡 목록
모든 곡들은 특별한 언급이 없는 한 카에타누 벨로주에 의해 작사/작곡하였다.
| #  | 제목                   | 재생 시간 |
| -- | ---------------------- | --------- |
| 1. | 〈A Little More Blue〉 | 4:55      |
| 2. | 〈London, London〉     | 4:15      |
| 3. | 〈Maria Bethânia〉     | 7:55      |

| #  | 제목                                 | 작사·작곡                          | 재생 시간 |
| -- | ------------------------------------ | ---------------------------------- | --------- |
| 4. | 〈If You Hold a Stone〉              |                                    | 6:06      |
| 5. | 〈Shoot Me Dead〉                    |                                    | 3:15      |
| 6. | 〈In the Hot Sun of a Christmas Da〉 | 벨로주, 지우베르투 지우            | 3:14      |
| 7. | 〈Asa Branca〉                       | 움베르토 테이셰이라, 루이스 곤차가 | 7:20      |